# اختراع بازار
اختراع بازار: اسمیت، هگل و نظریه سیاسی (به انگلیسی: Inventing the Market: Smith, Hegel and Political Theory) کتابی است که لیسا هرتسک در سال ۲۰۱۳ منتشر کرده است، که در آن نویسنده سعی دارد ساختارهای بازار را در فلسفه آدام اسمیت و گئورگ ویلهلم فردریش هگل بررسی کند. این کتاب در سال ۱۴۰۳ با ترجمهٔ مصطفی زالی به زبان فارسی منتشر شده است.

## ریسپشن
این کتاب را مارکوس اولیور اسپیتز، مایکل شلیتر، ویوین براون و آرش اباذری ارزیابی کرده‌اند.